# Jerzy Prokopiuk
Jerzy Prokopiuk (* 5. Juni 1931 in Warschau; † 18. März 2021) war ein polnischer Philosoph, Gnostiker, Esoteriker, Anthroposoph und Literatur- und Philosophieübersetzer. 

## Leben und Werk
Prokopiuk übersetzte neu oder als Erster ins Polnische unter anderem Werke von Goethe, Schiller, Rudolf Steiner, Carl Gustav Jung und Sigmund Freud, aber auch Werke von etwa 80 anderen Autoren. Er verfasste Essays über Anthroposophie und Weltliteratur. In der polnischen Kultur schätzte er vor allem die Romantik (Autoren wie Adam Mickiewicz und Juliusz Słowacki und weniger bekannte), war auch Kritiker des polnischen Katholizismus. Er setzte sich für die Verbreitung der Anthroposophie in Polen ein. Er lebte zeitweilig in Warschau. Prokopiuk war von 1991 bis 1992 und von 1999 bis 2000 Präsident des Klub Gnosis und ab 2001 dessen Ehrenpräsident.

## Ehrungen
- Übersetzerpreis des Deutschen Polen-Instituts von Karl Dedecius

## Werke
- Labirynty herezji Warszawa 1999
- Ścieżki wtajemniczenia. Gnosis aeterna,  Warszawa doM  wYdawniczy tCHu 2000
- Szkice antropozoficzne 2003
- Światłość i radość 2003
- Rozdroża, czyli zwierzenia gnostyka 2004
- Jestem heretykiem 2004
- Dzieje magii 2006